# Theobroma stipulatum
Theobroma stipulatum är en malvaväxtart som beskrevs av José Cuatrecasas. Theobroma stipulatum ingår i släktet Theobroma och familjen malvaväxter. Inga underarter finns listade i Catalogue of Life.